# Бойко Логвин Федорович
Бойко Логвин Федорович (*1842 — †?) — племінник Тараса Шевченка, син його рідної сестри Ярини Григорівни Бойко.
Шевченко зустрічався з Бойком 1859 під час подорожі Україною.

## Родина
- Ярина Григорівна (* 12 травня 1816 — † 1865) — матір. Сестра Тараса Шевченка
- Федір Кіндратович (*1811 — † 1850-ті) — батько.
- Устина — (* 1836 — † ?) — рідна сестра.
- Іларіон (* 16 червня 1840 — † ?) — рідний брат.
- Лаврентій (* 1847 — † ?) — рідний брат.